# Bourguignon-sous-Coucy
Bourguignon-sous-Coucy là một xã ở tỉnh Aisne, vùng Hauts-de-France thuộc miền bắc nước Pháp.